# Vrbová Lhota
Vrbová Lhota (deutsch Wrbowa Lhota, 1939–45 Weiden Lhota) ist eine Gemeinde in Tschechien. Sie liegt fünf Kilometer südwestlich von Poděbrady und gehört zum Okres Nymburk.

## Geographie
Vrbová Lhota befindet sich rechtsseitig der Výrovka zwischen den Bächen Káča (Mühlbach) und Ratenický potok auf der Böhmischen Tafel. Nördlich verläuft die Autobahn D11/E 67, hier liegt die Abfahrt 35 Poděbrady-západ. Im Osten tangiert der Versuchsring Velim den Ort.
Nachbarorte sind Písková Lhota im Norden, Přední Lhota und Kluk im Nordosten, Sokoleč im Südosten, Ratenice im Süden, Pečky und Velké Chvalovice im Südwesten, Milčice im Westen sowie Kostelní Lhota im Nordwesten.

## Geschichte
Vrbová Lhota wurde 1535 erstmals in einer Profossrechnung für mehrere Dörfer bei Sadská erwähnt. Nach einer 1902 veröffentlichten quellenlosen Schrift soll der erste urkundliche Nachweis über Lhoty Wrbové eine Einfuhrgenehmigung für Podiebrader Bier aus dem Jahre 1502 sein, die 1547 erneuert wurde. Gepfarrt war der Ort nach Kostelní Lhota und bis nach der Schlacht am Weißen Berg war die Bevölkerung utraquistisch. Während des Dreißigjährigen Krieges wurden die Einwohner 1620 von kaiserlichen Truppen und in den Jahren 1630 bis 1631 und 1634 von den Kursachsen und Schweden drangsaliert.
Nach der Aufhebung der Patrimonialherrschaften bildete Vrbová Lhota ab 1850 eine Gemeinde im Bezirk Poděbrady. 1890 begann die Anlegung von Kiefernwäldern auf den Sandflächen zwischen Vrbová Lhota, Sokoleč und Písková Lhota. Im Jahre 1900 bestand das Dorf aus 82 Häusern und hatte 477 Einwohner. Genauso viele waren auch 1910, darunter waren 119 Evangeliken. 1961 kam die Gemeinde zum Okres Nymburk. 1966 hatte Vrbová Lhota 437 Einwohner, 1971 waren es 441. Mit Beginn des Jahres 1996 kam Vrbová Lhota zum Okres Kolín. Seit 2007 gehört das Dorf wieder zum Okres Nymburk.

## Gemeindegliederung
Für die Gemeinde Vrbová Lhota sind keine Ortsteile ausgewiesen.

## Sehenswürdigkeiten
- Schule, errichtet im Sezessionsstil
- Kapelle des hl. Wenzel, erbaut im 19. Jahrhundert